# Parafia wojskowa św. Floriana w Świętoszowie
Parafia Wojskowa pw. Świętego Floriana w Świętoszowie – parafia wojskowa.
Parafia została erygowana 1 lipca 1993 roku. Patronem parafii został Święty Florian. Wchodzi w skład Dekanatu Wojsk Lądowych Ordynariatu Polowego Wojska Polskiego (do 6-12-2011 roku parafia należała do Śląskiego Dekanatu Wojskowego). Obsługiwana przez księży kapelanów Ordynariatu Polowego WP. Mieści się w garnizonie Świętoszów przy ulicy Kościelnej 2.
Proboszczowie:
- ks. mjr Zenon Sodzawiczny (od 1 VII 1993)
- ks. kpt. Krzysztofa Karpiński (od 1 II 2000)
- ks. kpt. / mjr Adam Bazylewicz (od 6 VI 2000[4])
- ks. kpt. / mjr Sławomir Pięt (od 6 III 2005)
- ks. ppłk Mirosław Sułek (od 4 VIII 2006)
- ks. ppłk Augustyn Andrzej Rosły (od 19 VIIII 2007)
- ks. mjr Rafał Kaproń (od 12 IX 2011)
- ks. ppor. Piotr Furmański (administrator) (od 10 X 2013)
- ks. mjr Rafał Kaproń (od 1 VIII 2014)
- ks. por/ kpt./ mjr Michał Zieliński (od 4 VII 2015)
- ks. por. Mariusz Leonik (administrator) (od 1 IX 2019)
- ks. mjr/ppłk Maciej Śliwa (od 5 III 2020)
- ks. ppor./ por. dr Paweł Sauć  (administrator) (od 22 XI 2022)
- ks. kpt. Artur Janczarek (od 20 IV 2023)